# Borbetomagus (Band)

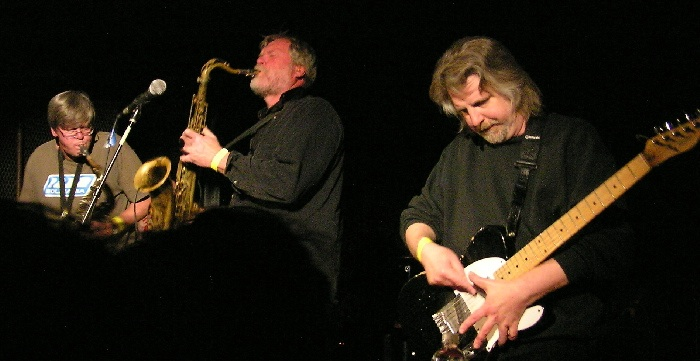
Borbetomagus (1999)

Borbetomagus ist ein amerikanisches Improvisationsensemble des Noise, das als Pionier aggressiver improvisierter Noisemusik gilt.

## Geschichte
Die Gruppe entstand 1979, als die Saxophonisten Jim Sauter und Don Dietrich mit dem Gitarristen Donald Miller zusammentrafen. Das Trio benannte sich eher zufällig nach dem keltischen Namen von Worms. Es erhielt keinen Austausch mit anderen Musikern der New Yorker Noise-Szene, etwa mit John Zorn, nahm aber bereits seit 1980 mit Improvisationsmusikern der europäischen Szene wie Tristan Honsinger, Peter Kowald oder Hugh Davies auf. 1984 trat es zum ersten Mal in Europa auf; es spielte unter anderem bei den Leipziger Jazztagen und hatte einen gemeinsamen Auftritt mit dem Schweizer Duo Voice Crack; später entstanden zwei Tonträger mit diesem Duo. Ende der 1980er arbeitete die Gruppe mit dem Bassisten Adam Nodelman als Quartett. Die Gruppe erweiterte ihr Instrumentarium zeitweilig um Akkordeon, Glasharmonika oder Harfe. 2006 trat das Ensemble gemeinsam mit Hijokaidan beim kanadischen Festival International de Musique Actuelle de Victoriaville auf.
Sauter und Dietrich legen beim Spiel häufig die Öffnung ihrer Saxophone gegeneinander. Die Gruppe hat amerikanische Bands und Musiker wie Sonic Youth, Pelt, Thomas Ankersmit oder Kevin Drumm, beeinflusst. Der Filmemacher Jef Mertens porträtierte die Gruppe in seinem Film Borbetomagus: A Pollock of Sounds (2016).

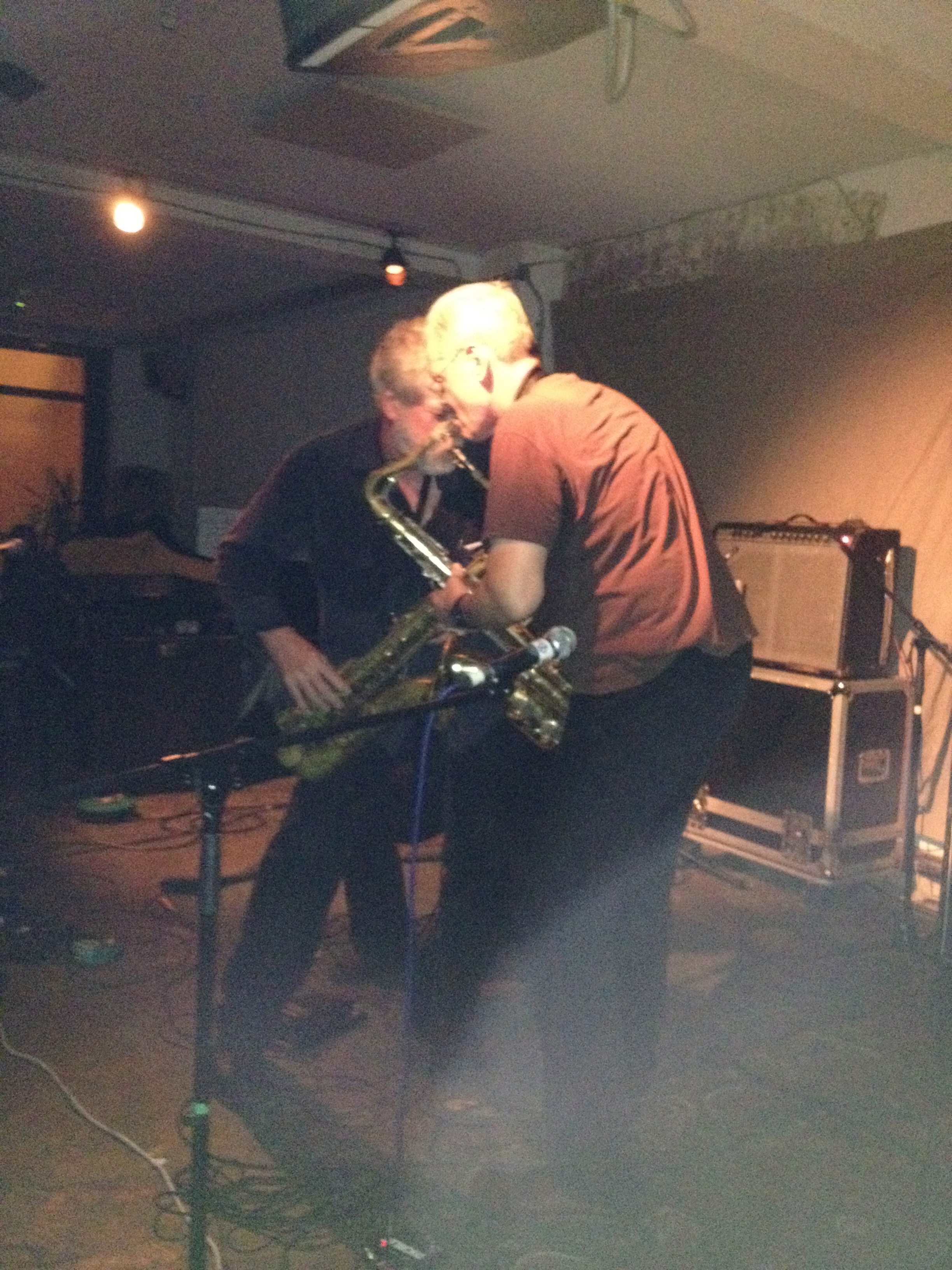
Die Bläser von Borbetomagus (2014)

## Diskographie
- Borbetomagus (Agaric 1980)
- Work on What Has Been Spoiled (Agaric 1981, mit Hugh Davies)
- Borbetomagus (Agaric 1982, mit Brian Doherty)
- At In Roads (Sound Cluster 1982, Cause & Effect, P.S.F PSFD-19 1993)
- Industrial Strength (Leo LR113 1983, mit Honsinger, Toshinori Kondō, Kowald und Milo Fine)[5]
- Barbed Wire Maggots (Agaric 1983)
- Borbeto Jam (Cadence CJR 1026)
- Zurich (Agaric 1984)
- Bells Together (Agaric 1985)
- New York Performances (Agaric 1986)
- Live in Allentown (LowLife LL02 1986, Agaric 1998, mit Adam Nodelman)
- Seven Reasons for Tears (Purge Sound League 027, Agaric 1993, mit Adam Nodelman)
- Barbetomagus & Voice Crack Fish That Sparkling Bubble (Agaric 1987 / Uhlang Produktion UP 06 mit Andy Guhl, Norbert Möslang, Adam Nodelman)
- Snuff Jazz (Agaric 1988, 1990)
- Barefoot in the Head (Forced Exposure 1990) mit Thurston Moore
- Barbetomagus & Voice Crack Asbestos Shake (Agaric 1989, Uhlang Produktion UP 08, V-Records V2 mit Andy Guhl, Norbert Möslang, Knut Remond)
- Buncha Hair That Long (Agaric 1990)
- Borbetomagus & Shaking Ray Levis Coelacanth (Agaric 1991)
- Experience the Magic (Agaric 1992)
- L'Atlas Des Galaxies Etranges (Non Mi Piace NMPR 01 OK, 1993)
- Live in Tokyo (Alchemy ARCD 1997)
- Songs Our Mother Taught Us (Agaric 2003)
- Borbetomagus & Hijokaidan Both Noise Ends Burning (Disques Victo 2007)
- Borbetomagus à Go Go (Agaric 2009)
- The Rape of Atlanta (Ohne Label 2010)
- Trente Belles Années (Agaric 2012)
- Vole Lotta Love (Tyyfus/Verdura 2013)
- The Eastcote Studios Session (Dancing Wayang 2016)